# ناحية ببيلا
ناحية ببيلا إحدى نواحي سوريا تتبع إداريّاً لمحافظة ريف دمشق منطقة مركز ريف دمشق ومركزها مدينة ببيلا، بلغ تعداد سكان الناحية 341,625 نسمة حسب التعداد السكاني لعام 2004.

## مدن وبلدات وقرى ناحية ببيلا
عقربا، ببيلا، البحدلية، بيت سحم، البويضة، حجيرة، حوش صهيا، خربة الورد، المعلقة، نجها، السيدة زينب، السبينة، يلدا، الحسينية، الذيابية.